# Irish League 1903-1904
L'Irish League 1903-1904 è stata la 14ª edizione della prima divisione del campionato nordirlandese di calcio.
Il campionato era formato da otto squadre e il Linfield vinse il titolo.

## Classifica finale
| Pos. | Squadra                       | G  | V  | N | P  | GF | GS | Punti |
| ---- | ----------------------------- | -- | -- | - | -- | -- | -- | ----- |
| 1    | Linfield                      | 14 | 12 | 2 | 0  | 47 | 9  | 26    |
| 2    | Distillery                    | 14 | 8  | 4 | 2  | 35 | 13 | 20    |
| 2    | Glentoran                     | 14 | 7  | 6 | 1  | 20 | 10 | 20    |
| 4    | Belfast Celtic                | 14 | 5  | 2 | 7  | 24 | 17 | 12    |
| 4    | Cliftonville                  | 14 | 5  | 2 | 7  | 22 | 31 | 12    |
| 6    | Bohemians                     | 14 | 4  | 3 | 7  | 24 | 33 | 11    |
| 7    | Derry Celtic                  | 14 | 3  | 2 | 9  | 17 | 26 | 8     |
| 8    | King's Own Scottish Borderers | 14 | 1  | 1 | 12 | 11 | 61 | 3     |

G = Partite giocate; V = Vittorie; N = Nulle/Pareggi; P = Perse; GF = Goal fatti; GS = Goal subiti; 